# 프레드리크 스텐만
에리크 칼-프레드리크 스텐만(스웨덴어: Erik Karl-Fredrik Stenman [ˈfrěːdrɪk ˈstěːnman][*], 1983년 6월 2일, 베스트만란드 주 문크토르프 ~)은 스웨덴의 전직 프로 축구 선수로, 현역 시절 수비수로 활약했다. 2000년대 초, 베스테로스에서 신고식을 치른 그는 스웨덴, 독일, 네덜란드, 그리고 벨기에 무대에서 활약했고, 2015년에 유르고르덴에서 은퇴했다. 2006년부터 2011년까지 스웨덴 국가대표팀에서 활약했던 그는 국가대표 경기에 3번 출전했고, 2006년 월드컵 선수단 일원으로 동행했다.

## 클럽 경력
문크토르프 출신인 스텐만은 베스테라스 소속으로 1999년에 신고식을 치렀다. 그는 2002년에 엘프스보리 소속으로 알스벤스칸 첫 경기에 출전했고, 이후 2003년 여름에 유르고르덴으로 이적했다. 유르고르덴 시절, 그는 2003년과 2005년 알스벤스칸 우승과 2004년과 2005년 스벤스카 쿠펜 우승을 거두었다.
2006년 1월 1일, 스텐만은 8M SEK의 이적료로 분데스리가 레버쿠젠에 입단했고, 2007년 여름에 에레디비시의 흐로닝언으로 이적하기 전까지 28번의 독일 분데스리가 경기에 출전했다. 2011년 여름, 그는 벨기에 프로 리그의 클뤼프 브뤼허로 이적해 2014년까지 20번의 경기를 치르고 유르고르덴으로 복귀했다. 스텐만은 유르고르덴에서 많이 출전하지 못하며 허덕였고, 2015년에 외스트라 스벨란 3부 리그의 리딩괴에서 은퇴했다. 2019년, 스텐만은 잠깐 은퇴에서 복귀해 노라 스벨란 2부 리그의 리딩괴에서 몇 경기 출전했다.

## 국가대표팀 경력
스텐만은 2006년부터 2011년까지 스웨덴 국가대표팀 경기에 3번 출전했다. 그는 2006년 월드컵에 스웨덴 선수단 일원으로 참가해 에리크 에드만을 대체할 좌측 수비 자원으로 대기했다.

## 경력 통계

### 국가대표팀
| 국가대표팀 | 연도 | 출장 | 골 |
| ---------- | ---- | ---- | -- |
| 스웨덴     | 2006 | 2    | 0  |
| 스웨덴     | 2007 | 0    | 0  |
| 스웨덴     | 2008 | 0    | 0  |
| 스웨덴     | 2009 | 0    | 0  |
| 스웨덴     | 2010 | 0    | 0  |
| 스웨덴     | 2011 | 1    | 0  |
| 합계       | 합계 | 3    | 0  |

## 수상
유르고르덴
- 알스벤스칸:[11] 2003, 2005
- 스벤스카 쿠펜: 2004, 2005

리딩괴
- 외스트라 스벨란 3부 리그: 2016[12][13]